# کوه کمرلرزان

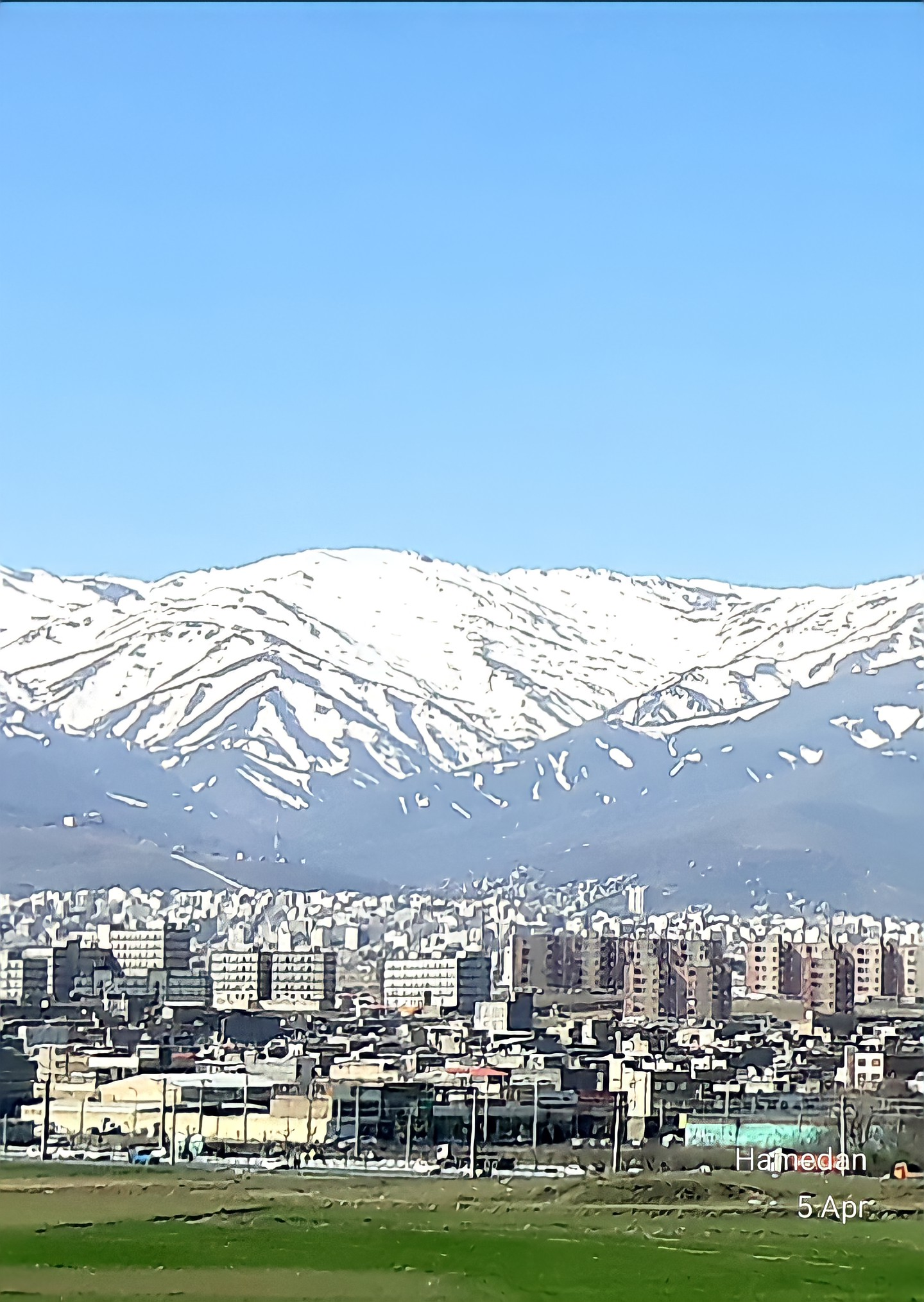

کوه کمرلرزان یکی از قله‌های کوهستان الوند است و ۳۳۳۸ متر ارتفاع دارد. ادامهٔ یال تاریک‌دره به سمت مشرق، به قله کمرلرزان و سپس به چهارقله می‌رسد و از سوی دیگر به دره مرادبیگ مشرف است؛ بنابراین یکی از راه‌های صعود به این قله دره مرادبیگ است. این دره شیبی ۴۰ درجه دارد و در همین دره چشمه‌ای از دل کوه می‌جوشد، که قسمتی از آب آشامیدنی اهالی روستای دره مرادبیگ را تأمین می‌کند. شمال کمرلرزان، تاریک دره و جنوب آن چشمه فرشه است که از فراز قله نیز قابل رؤیت است. روستای دیویجین و دره‌گرگ نیز در ادامه به چهارقله و کمرلرزان می‌رسند.